# Bomolocha albopunctata
Bomolocha albopunctata là một loài bướm đêm trong họ Noctuidae.